# Fokker F.XXXVI
Die Fokker F.XXXVI war ein viermotoriges Verkehrsflugzeug des niederländischen Herstellers Nederlandsche Vliegtuigenfabriek aus den 1930er-Jahren. Die Modellbezeichnung ist eine Anspielung auf die Größe des Flugzeugs, das einschließlich der Cockpitbesatzung 36 Personen befördern konnte. Aufgrund der Kapazität und des hohen Komforts erhielt das Flugzeug den Spitznamen „Fliegendes Hotel“.
Das in Gemischtbauweise konstruierte Flugzeug konnte mit den Ganzmetallflugzeugen jener Zeit nicht mehr mithalten. Nur der Prototyp wurde gebaut und von der KLM in Dienst gestellt.

## Geschichte
1932 signalisierte die Fluggesellschaft KLM Interesse an einem großen Langstreckenflugzeug für die Route nach Südostasien. Fokker begann daraufhin mit der Entwicklung eines viermotorigen Modells. Der Erstflug fand am 22. Juni 1934 statt.
Zu der in Aussicht gestellten Bestellung von sechs Flugzeugen kam es nicht. Erst nach umfangreichen Tests war KLM 1935 bereit, den Prototyp zu übernehmen. Die Fluggesellschaft hatte sich zuvor für die fortschrittlicheren Ganzmetallflugzeuge vom Typ Douglas DC-2 entschieden, die über eine deutlich höhere Reichweite verfügten.
Der Prototyp wurde in den folgenden Jahren auf den Strecken von Amsterdam nach Berlin und London eingesetzt. KLM verkaufte das Flugzeug 1939 an Scottish Aviation, die für den Betrieb der No. 12 EFTS (Elementary Flying Training School) verantwortlich war. Die Maschine diente in den folgenden Monaten als Ausbildungsflugzeug für Navigatoren. Nach einem Startunfall im Mai 1940 konnte sie nicht mehr repariert werden und wurde verschrottet.

## Konstruktion
Die Konstruktion der F.XXXVI entsprach weitgehend den Vorgängermodellen der 1920er-Jahre. Die tragende Struktur des Rumpfs bestand aus geschweißten Chrom-Molybdän-Stahl-Rohren und war durchgehend mit Stoff bespannt. Lediglich der Rumpfbug besaß eine Sperrholz-Beplankung. Die Tragflächen des freitragenden Hochdeckers bestanden vollständig aus Holz. In ihnen befand sich neben den Treibstofftanks zusätzlicher Stauraum für Gepäck. Das feste Spornradfahrwerk war auch für Landungen auf schlechtem Untergrund geeignet.
Die beiden Pilotensitze waren hintereinander angeordnet, darunter befanden sich zwei zusätzliche Plätze für einen Funknavigator und einen Bordsteward. Die klimatisierte und schallisolierte Kabine war in vier Abteile für je acht Passagiere aufgeteilt. Jeweils zwei Sitze ließen sich in ein Bett umwandeln, so dass auf Nachtflügen 16 Personen befördert werden konnten. Das Flugzeug war mit einer Bordküche, zwei Toiletten und einer Garderobe ausgestattet. Für das Bordpersonal standen zwei zusätzliche Schlafgelegenheiten zur Verfügung.
Als Antrieb dienten vier Sternmotoren Wright Cyclone, die an den Vorderkanten der Tragflächen befestigt waren und jeweils einen Dreiblattpropeller erhielten.

## Technische Daten

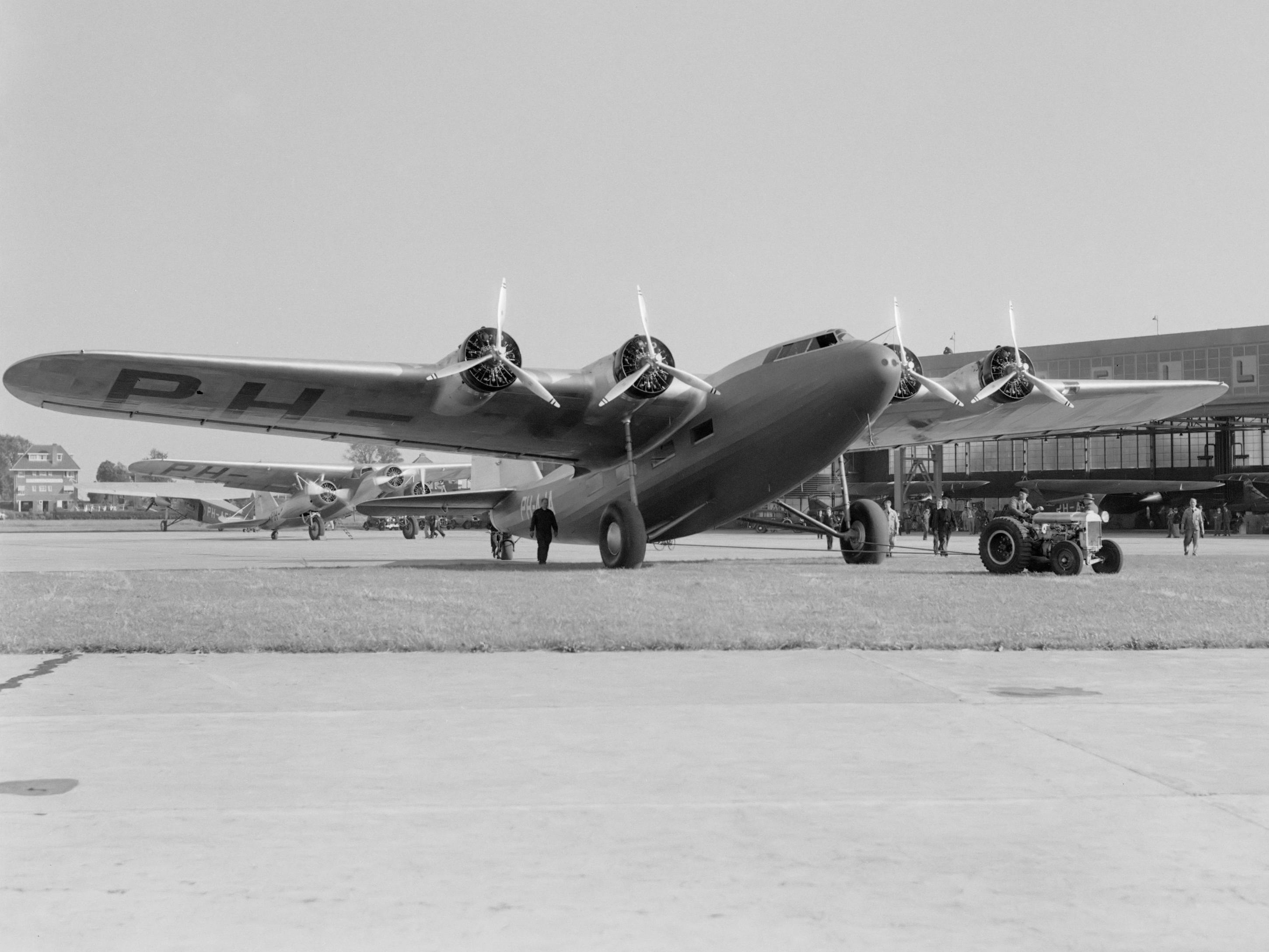
Fokker F.XXXVI (1934)

| Kenngröße            | Daten                                                               |
| -------------------- | ------------------------------------------------------------------- |
| Besatzung            | 3–4                                                                 |
| Passagiere           | 32                                                                  |
| Länge                | 23,60 m                                                             |
| Spannweite           | 33,00 m                                                             |
| Höhe                 | 8,30 m                                                              |
| Flügelfläche         | 171 m²                                                              |
| Flügelstreckung      | 6,4                                                                 |
| Leermasse            | 9.900 kg                                                            |
| Startmasse           | 16.500 kg                                                           |
| Reisegeschwindigkeit | 280 km/h                                                            |
| Reichweite           | 1.550 km                                                            |
| Triebwerke           | vier Sternmotoren Wright Cyclone F2 mit jeweils 550 kW (ca. 750 PS) |